# Hindsgavl Slot
Hindsgavl Slot er en herregård og tidligere kongsgård og stamhus på en halvø i Vends Herred vest for Middelfart. Den nuværende bygning blev opført i 1784 efter tegninger af Hans Næss, slottet ligger tæt ved Hindsgavl Voldsted.
Hindsgavls oprindelse taber sig i tidens mørke. Sidste led af navnets ældste form "Hegnesgaffuel", gavl, er den gl. betegnelse for en klint-afgrænset odde. Området hed Hegnet og blev brugt til kongelig jagt. I slutningen af 1200-tallet opførtes en borg "Hegnets Gavl" på en banke på halvøen. Under kampen mod de fredløse blev Hindsgavl ødelagt (1287), men må dog atter have været rejst 1295, da der dér på et møde i mellem Erik Menved og Hertug Valdemar af Sønderjylland samt Erik Præstehader af Norge blev afsluttet en våbenstilstand. 1298 var krigen på ny brudt ud og Hindsgavl i kongemordernes magt. 1317 blev Fyn og dermed Hindsgavl pantsat til de holstenske grever; Valdemar Atterdag belejrede den forgæves 1358, men vandt den senere tilbage for Kronen og gav den som len til den rige holstener Bernike Skinkel. 1436 overdrog Erik af Pommern den til sin fætter Hertug Bugislav, der imidlertid alt 1439 forlod landet, og Hindsgavl kom atter under Kronen og styredes af kgl. lensmænd.

## Erobring under svenskekrigen
Ved Svenskekrigens udbrud 1657 har den sandsynligvis været et let bytte for de svenske tropper; 4. november 1659 tog den danske general Ernst Albrecht von Eberstein Hindsgavl med storm, men forinden eller muligvis under stormen var bygningerne blevet så ødelagte, at lensmanden måtte fraflytte Hindsgavl som ubeboeligt. 1664 blev gård og gods udlagt landsdommeren i Fyn, Jens Lassen, for tilgodehavende hos Kronen; denne fik dog atter gården tilbage som udlæg for skatterestancer 1681. 1685 blev den bortforpagtet til en borger i Middelfart, Hans Svendsen, der 1692 fik lov til at flytte ladebygningerne til et bekvemmere sted, men "det i gl. og store grundmurede Hus, som kaldes Slottet Hindsgavl, som af forrige Tider har staaet der [på Bjerget] urørligt, skal og der fremdeles blive staaende". I en samtidig synsforretning ses det, at alle murene samt tårnet stod endnu i betydelig højde med skillerum og alt, men det ville koste mange penge at lade Hindsgavl restaurere, "saasom den var meget brøstfældig". På grund af den dejlige beliggenhed, udsigten til Koldinghus mm. havde de kgl. herskaber "stort Behag til Stedet", og Christian V har sikkert tænkt på at skaffe midler til at rejse den gl. borg på ny, men en januar 1694 indtruffet voldsom storm og vandflod anrettede så megen skade på ruinen, at disse planer blev opgivet. Hindsgavl sattes på auktion 1695 og tilsloges for 7209 Rdl og 81 Skilling kældermester H.D. Freinz' arvinger, der på denne måde fik dækning for en gl. vinregning fra Frederik III's tid.

## Senere ejerforhold
Senere har slottet tilhørt Hans Ahlefeldt, Kaj Hjort, Dewitz'erne, Niels Basse, Karen Basse Føns, hvis datterdatter blev gift med kammerherre Adeler, som opførte en ny hovedbygning et stykke sydøst for den gamle ruin, der ydede ham materiale dertil. Ifølge hans enkes testamente (død 1808) blev Hindsgavl 31. august 1815 ophøjet til et stamhus for hendes brodersøn, kammerherre Niels Basse Føns.
I dag ejes Hindsgavl Slot af Ejendomsselskabet Realdania Byg A/S. Der er fri adgang til den gamle slotspark og områderne omkring Gals Klint (Gavls Klint).
Hindsgavl Gods er på 171 hektar

## H.C. Andersen på besøg
I 1830 besøgte digteren og forfatteren H.C. Andersen Hindsgavl, og han blev efter sigende så betaget af stedet, at han anbefalede det til sin veninde med følgende ord: ”… det er tæt bag Middelfart og paa et Punkt i Haven der, har De den smukkeste Udsigt i Fyen, jeg troer næsten i Danmark."

## Ejere af Hindsgavl
- (1200-1664) Kronen
- (1664-1681) Jens Lassen / Hans Svendsen
- (1681-1695) Christian 5.
- (1695) Hans Daniel Freintz
- (1695-1696) Hans Daniel Freintz dødsbo
- (1696-1701) Cai von Ahlefeldt
- (1701-1719) Frantz Joachim von Dewitz
- (1719-1723) Joachim Diderich von Dewitz
- (1723-1745) Frantz Joachim von Dewitz
- (1745-1773) Niels Andersen Basse
- (1773) Karen Basse Fønss gift Adeler
- (1773-1801) Christian Holger Adeler
- (1801-1808) Karen Basse Fønss gift Adeler
- (1808-1858) Niels Basse Fønss
- (1858-1907) Niels Nielsen Basse Fønss
- (1907-1921) Frederik Niels Nielsen Basse Fønss
- (1921-2003) Middelfart Kommune (avlsgården)
- (1921-1922) Frederik Niels Nielsen Basse Fønss (hovedbygningen)
- (1922-1924) Frederik Niels Nielsen Basse Fønss dødsbo (hovedbygningen)
- (1924) Foreningen NORDEN (hovedbygningen)
- (1924-1970) Hindsgavl A/S (hovedbygningen)
- (1970-1993) Kreditforeningen Danmark (hovedbygningen)
- (1993-1996) Realkredit Danmark (hovedbygningen)
- (1996-2003) Hindsgavl A/S (hovedbygningen)
- (2003-) Realdania Byg A/S (hovedbygningen + avlsgården)